# La Montagne secrète (maison d'édition)
La Montagne secrète est un éditeur de livres-disques, d'applications et de livres numériques pour la jeunesse fondé à Montréal (Québec, Canada) en 2000.

## Fondation
En 2000, Roland Stringer, un fransaskois travaillant à Montréal dans le domaine de la musique, découvre un 33 tours de Gilles Vigneault, Chansons, contes et comptines. Devant la popularité de ce disque avec ses enfants malgré la mauvaise qualité sonore, il envisage de le refaire sous forme de livre-disque. Il fait appel à des artistes connus tels que Richard Desjardins, Michel Rivard et Daniel Lavoie pour la musique, et Stéphane Jorisch pour les illustrations. 

## Publications
Depuis sa fondation, la maison a publié une trentaine de livres-disques en français, à peu près autant en anglais et un en espagnol (en date de 2016). En 2004, elle fait son entrée sur le marché européen. 
La Montagne secrète diffuse le patrimoine musical québécois (Félix Leclerc, Gilles Vigneault, Lionel Daunais, Claude Léveillée et La Bolduc) en Amérique du Nord et en Europe. L'éditeur a également publié la collection de livres-disques Dodo la planète Do qui regroupe des berceuses du monde entier. Son catalogue comporte des créations originales signées Bïa, Paul Kunigis, Daniel Lavoie, Christiane Duchesne et Connie Kaldor .
En 2012, l'éditeur a développé une collection d'applications numériques destinées aux enfants, aux éducateurs et aux enseignants.  
La même année, neuf titres de La Montagne secrète ont été adaptés par le Groupe Modulo, un éditeur scolaire, pour aider les enseignants à développer les habiletés des élèves du primaire en lecture, en communication orale et en écriture.  Ces titres sont réunis sous la collection « L'école de la Montagne secrète ».
À partir de 2008, La Montagne secrète a organisé des spectacles à partir de son répertoire.

## Appréciation
Les livres-disques de La Montagne secrète ont généralement reçu un accueil très favorable de la critique: « Il faut le dire et le redire, tous les livres-disques de La Montagne secrète sont à chérir. » (Sylvain Cormier, Le Devoir, 18 novembre 2006); « Nouveau coup de génie pour la prolifique maison de disque pour enfants La Montagne secrète. » (Isabelle Paré, Le Devoir, 6 novembre 2009).